# Agustín García Gasco Vicente
Agustín García Gasco Vicente (Corral de Almaguer, 12 de febrer de 1931 - Roma, 1 de maig de 2011) va ser un cardenal espanyol de l'Església catòlica. Quan morí era arquebisbe emèrit de València.